# Cóc mày mắt trắng
Cóc mày mắt trắng (danh pháp hai phần: Leptobrachium leucops) là một loài cóc mày thuộc chi Leptobrachium trong họ Megophryidae. Loài này được phát hiện tại một khu rừng nằm trên cao nguyên Lang Biang thuộc ranh giới hai tỉnh Lâm Đồng và Khánh Hòa, Việt Nam, ở độ cao từ 1558 – 1900m.
Loài cóc mày này khác với các loài khác trong chi Leptobrachium ở chỗ chúng có kích thước nhỏ (con đực có chiều dài khoảng 38,8-45,2 mm), khoảng 1/3 phía trên con ngươi của chúng có màu trắng; mặt bụng có màu sậm.